# 宇都宮隆
宇都宮 隆（うつのみや たかし、本名同じ、1957年10月25日 - ）は、日本のボーカリスト、俳優。愛称はUTSU（ウツ）。
熊本県出身、東京都立川市育ち。日本大学明誠高等学校卒。所属事務所はエム・トレス。身長178cm。血液型O型。
1979年、SPEEDWAYとしてデビュー。1982年にSPEEDWAY解散後、1983年にTM NETWORKを結成、1984年デビュー。1992年よりT.UTU名義でソロシンガーとして活動開始。BOYO-BOZO、U WAVEのユニットとしても活動、宇都宮隆名義のソロとTM NETWORKのボーカルと並行して活動している。

## 略歴
- 学生時代〜 中学生の時、アコースティックギターを買って弾き語りをするようになり、高校時代からバンドに参加するようになる。高校卒業後、一般の仕事に就く傍ら、地元でバンド活動に明け暮れていた。当時、別のバンドに所属していたが、ロックバンドSPEEDWAYに引き抜かれて加入。
- 1979年 SPEEDWAYのボーカリストとして、東芝EMIよりシングル『夢まで翔んで』でデビュー。しかし、バンドは1982年に活動を休止。
- 1983年 小室哲哉が提案したユニットコンセプトに木根尚登が合意し、新ユニットを結成。木根に誘われ、ボーカリストとして加入する。5月、3人のユニットをTM NETWORKと命名し、「コカ・コーラ フレッシュサウンズコンテスト」に出場。決勝本選で満場一致の満点でグランプリを獲得。EPIC・ソニーと契約を結ぶ。
- 1984年 TM NETWORKがメジャーデビューを果たす。数々のヒット曲を生む。
- 1989年 テレビドラマ『LUCKY! 天使、都へ行く』（フジテレビ）に出演、以降俳優活動も始める。
- 1990年 アニメ『CAROL』で声優に挑戦。TM NETWORKがTMNへリニューアル。
- 1992年 T.UTU（ティー・ウツ）としてソロ活動を開始。
- 1993年 木根尚登と共に「Act Against AIDS '93」に出演。以降2005年まで毎年参加。
- 1994年 TMN「終了」。
- 1995年 石井妥師（当時の表記は恭史）と組んだユニット、BOYO-BOZO（ボーヨ・ボーゾ）として活動。連名で作曲も手がける。
- 1996年 宇都宮隆名義のソロ活動をスタート。
- 1998年 ブロードウェイミュージカル「RENT」日本公演へ出演。
- 1999年 TM NETWORKとしての活動を再開。以降ソロ活動と並行。
- 2005年 自身によるプロジェクト、U WAVE（ユー・ウェイヴ）を始動。ネット配信を積極的に使った活動を行う。
- 2007年 年末にソロ15周年記念に全国のホテルのコンベンションルームでディナーショーツアーを行う。さらに再びTM NETWORKの活動を再開。同年11月よりライブを行い、アルバム、シングルがリリースされた。
- 2008年 Sound Horizonメジャー4th Album:6th Story CD『Moira』にゲストボーカルとして参加。同アルバムコンサート「『Moira』 〜其れでも、お征きなさい仔等よ〜」に参加。
- 2009年 TM NETWORKデビューから25周年を記念した全国ツアー（全7都市16公演）を開催。バックバンドとしてFENCE OF DEFENSEが参加。
- 2012年 ソロデビュー20周年記念としてライブやリリースを行う。
- 2013年 すい臓腫瘤摘出術を行い、病理結果は良性で経過は良好と発表。5月に催行予定だったTM NETWORKのライブは7月に代替公演が敢行された。
- 2017年 自身の還暦を祝うBirthday Fan Partyを開催
- 2018年 ソロデビュー25周年記念アルバムmile stoneを三形態でリリース
- 2019年 TM NETWORKデビュー35周年を記念した全楽曲TM NETWORKのライブツアーを開催
- 2024年 9月27日よりサブスクリプション解禁。第一弾として、ソロ楽曲及びU_WAVEから84曲を配信[1]

## 人物
- 小学校入学前まで熊本県で生活しており、熊本城の一口城主。小学校入学以降に東京都に転居している。兄弟はいない。
- TMメンバーの木根とは小学生低学年時代から高校の同級生で、50年以上に亘る交流のある親友。当時、同じクラスに転校してきたばかりでまだ友達がいなかった宇都宮が校庭のブランコで1人でいるのを見かけて木根が声を掛けたことがきっかけ。
- SPEEDWAYから始まり、U WAVEまで7つの名義でデビューしており、レコード会社の移籍も何度か繰り返している。
- ヴォーカリストとして、ロッド・スチュワートを敬愛している。
- 10代の時からアコースティックギターで弾き語りをしていたことから、楽曲によっては宇都宮自身もライブでギターを演奏することもある。
- 愛猫家としても知られ、ソマリのELLE（エル）、ロシアンブルーのBLUE（ブルー）、BERRY（ベリー）、JAM（ジャム）、RASP（ラズ）の5匹を飼っている（2006年現在）。かつての愛猫、MOGU（モグ）の写真集を出した際、雑誌「猫の手帖」で掲載されるや、「猫の手帖」が異例の売り切れを記録したことがある。MOGU（モグ）とNIYA（ニヤ）の2匹を載せた2冊目の写真集「MOGU and NIYA」は同時期に出したBOYO-BOZOの写真集より売れてしまったという。
- 運転免許証を持っていない。ただし、ドラマの撮影の関係で自動車教習所に通い、旧課程で3段階まで進んでいたのだが、多忙により断念した[2]。普段はBMW製のマウンテンバイクを愛用している。
- ボーカリストであるが愛煙家である。TM NETWORKのライブDVD『DOUBLE-DECADE TOUR "NETWORK"』のBonus Contentsには、宇都宮が楽屋でタバコを吸っている様子が映っている。小室・木根も当時は喫煙者であり（2人は40代の時禁煙している）、リハーサル場面でその様子が見られる。
- TM NETWORK/TMN・宇都宮自身のソロ楽曲や別のユニットの楽曲共、大半の楽曲の作詞や作曲は他のミュージシャンや音楽プロデューサーらが担当していることが多く、自身で作詞や作曲を手掛けるのは極一部の楽曲に留まっている。TM NETWORKの「innocent boy」で共同作詞、TMNの「I Hate Folk」、「Another Meeting」、自身のソロでは「Strange Guitar」（2ndシングル「Dance Dance Dance」のC/W）、「君が見えなくなった日」（1stアルバム『BUTTERFLY』に収録）で作曲を担当し、BOYO-BOZO名義で石井妥師と共同で作曲に取り組んだ。宇都宮自身の単独の作詞については、上記の「I Hate Folk」と「Energy Source」（6thアルバム『LOVE-iCE』に収録）のみである。
- TM NETWORK/TMN時代のライブでは、歌の途中や間奏などでダンスを披露していた。1999年以降のTM NETWORKの再結成後はライブでのダンスは披露していない。
- テレビの生番組やライブで歌詞を間違って歌ってしまうことが多い。故にツアーではモニター画面の歌詞を見ながら歌うこともある。
- 髪の毛はデビュー当時から長髪が多く、髪質は猫毛・癖毛気味であり、本人達（木根尚登とウツと時々小室哲哉）の1999年頃のラジオ番組ビートクラブで「海に行くのはちょっとね…。」と渋々答えていた。
- ビブラート等一切使わないストレートな切れ味の良いボーカルを特徴としており、小室は「ボーカル録りにはほとんど立ち会わないから、お互いに一言も話さない時もあるけど、僕の頭の中にあったイメージを細かい語感まで思ったままの形で歌ってくれる」[3]「ウツ・氷室京介さん・西城秀樹さんと、3人の声が有線で流れてきた時に、たまに一瞬わからなくなるときがあった」[4]「『如何に楽曲を生かすか』を考えるボーカリストであり、『アイツに歌わせるとこうなっちゃうんだよね』っていうのが全くない稀有なタイプ」[5]と評している。
- 山下達郎は「1984年の頃から、宇都宮君は完全にアイドルだった」と評している[6]。

## ユニット・プロジェクト

### T.UTU with The Band
T.UTU with The Band（ティー・ウツ・ウィズ・ザ・バンド）
- The Band メンバー（1992年 - 1993年）
葛城哲哉（ギター）、是永巧一（ギター）、土橋安騎夫（キーボード）、山田亘（ドラム）、FUMI（ベース（前期））、石井恭史（前期：コーラス、後期：ベース）、MIYAKO （コーラス（前期））、YURIA （コーラス（前期））
- The Band メンバー（2016年）
山田わたる（ドラム）、土橋安騎夫（キーボード）、葛城哲哉（ギター）、是永巧一（ギター）、種子田 健（ベース）

### BOYO-BOZO
BOYO-BOZO（ボーヨ・ボーゾ）は、前ツアーのベーシストであり、渡辺美里などに楽曲提供もしている作曲家の石井恭史（現：石井妥師）と組んだユニット。連名で作曲も手がける。

### U WAVE
U WAVE（ユー・ウェイヴ）は2005年始動した、自身プロデュースの形態のプロジェクト。ネット配信を積極的に使った活動を行い、ライブでは、ポエトリーリーディング（詩の朗読）やコントなどあり、演劇色が強い。当初のメンバーは、宇都宮（ボーカル）、土橋安騎夫（キーボード）、野村義男（ギター）、日永沙絵子（コーラス&パフォーマンス）、石井妥師（ベース）、小林香織（ドラムス）、森雪之丞（Lyrics（作詞））。2009年、石井が脱退し、新たに岡本崇志が加入。パフォーマンスにエディー、森の後任にRevo (Sound Horizon) や、田中花乃が参加。

### UTSU BAR
UTSU BAR（ウツ・バー）は2015年「それゆけ歌酔曲！」に始まり2019年まで毎年開催されている、80年代アイドル以前の歌謡曲カバー演奏主体のライブツアー。メドレー演奏を含むため曲数が多いことも特徴となっている。カバー曲であるため音源の販売は無いが、ニコニコ生放送で生中継配信が行われたことはある。野村義男（ベース）、松尾和博（ギター）、nishi-ken（キーボード）でメンバーは固定。

## 作品
レコード会社は以下の表記とする。
- (E) - EPIC/SONY RECORDS（現：エピックレコードジャパン）
- (T) - TRUE KiSS DiSC
- (R) - Rojam Entertainment
- (Y) - YOSHIMOTO R and C（gaball screen / 旧：R & C Japan）
- (M) - M-TRES Inc.
- (L) - Lantis
- (K) - KING RECORDS
- (S) - Sony Music Direct (Japan) Inc.
- (AV) - avex trax

### 宇都宮隆（『T.UTU』名義も含む）

#### シングル
|      | タイトル                     | 発売日         | レーベル | 備考                                                                          | 収録アルバム                      |
| ---- | ---------------------------- | -------------- | -------- | ----------------------------------------------------------------------------- | --------------------------------- |
| 1st  | Trouble In Heaven            | 1992年11月21日 | (E)      | T.UTU名義                                                                     | BUTTERFLY                         |
| 2nd  | Dance Dance Dance            | 1993年1月21日  | (E)      | T.UTU名義。ジャッキー・チェン主演の香港映画『シティーハンター』テーマソング） | BUTTERFLY                         |
| 3rd  | Angel/ゼロよりも少ない始まり | 1993年11月21日 | (E)      | T.UTU名義。両A面シングル                                                      | Water Dance                       |
| 4th  | 少年                         | 1996年4月22日  | (E)      | テレビ朝日「OH!エルくらぶ」EDテーマ                                           | easy attraction                   |
| 5th  | discovery                    | 1996年11月25日 | (E)      | プレイステーション「gaball screen」テーマ曲                                   | TAKASHI UTSUNOMIYA THE BEST FILES |
| 6th  | if you wish...               | 1997年7月2日   | (E)      | アニメ映画「エルマーの冒険」エンディングテーマ                                | TAKASHI UTSUNOMIYA THE BEST FILES |
| 7th  | 見えない灼熱（こころ）       | 1998年2月21日  | (E)      |                                                                               | fragile                           |
| 8th  | Howling                      | 1998年4月1日   | (E)      |                                                                               | fragile                           |
| 9th  | FLUSH                        | 2000年5月24日  | (T)      | アニメ『モンスターファーム〜伝説への道〜』主題歌                              | WHITE ROOM                        |
| 10th | RUNNING to HORIZON           | 2001年8月1日   | (R)      | 小室哲哉ソロ楽曲のカバー                                                      | LOVE-iCE                          |
| 11th | LOVE-ICE                     | 2001年9月24日  | (R)      |                                                                               | LOVE-iCE                          |
| 12th | blue reincarnation           | 2002年4月26日  | (Y)      | テレビ東京「東京女事務所」ED                                                  | TEN to TEN                        |
| 13th | Remedy                       | 2002年7月10日  | (Y)      |                                                                               | TEN to TEN                        |
| 14th | 道 〜walk with you〜         | 2003年6月25日  | (Y)      |                                                                               | wantok                            |
| 15th | Love chase 〜夢を越えて〜    | 2010年11月24日 | (L)      | アニメ「ボトムズファインダー」ED。                                            | TRILOGY                           |
| 16th | CROSS                        | 2011年9月21日  | (K)      | アニメ「元気!! 江古田ちゃん」エンディング曲兼「ユルアニ?」挿入歌              | TRILOGY                           |
| 17th | One Of A Kind                | 2012年9月8日   | (K)      | 20milesライブ会場限定DVD付マキシシングル。                                    | アルバム未収録                    |

#### 配信シングル
|     | タイトル          | 発売日         | レーベル | 備考        | 収録アルバム |
| --- | ----------------- | -------------- | -------- | ----------- | ------------ |
| 1st | GET WILD PANDEMIC | 2017年10月25日 | (AV)     | T.UTU名義。 | mile stone   |

#### オリジナル・アルバム
|      | タイトル                                      | 発売日        | レーベル | 備考                                            |
| ---- | --------------------------------------------- | ------------- | -------- | ----------------------------------------------- |
| 1st  | BUTTERFLY                                     | 1993年2月21日 | (E)      | T.UTU名義                                       |
| 2nd  | Water Dance                                   | 1994年1月21日 | (E)      | T.UTU名義                                       |
| 3rd  | easy attraction                               | 1996年6月17日 | (E)      |                                                 |
| 4th  | fragile                                       | 1998年4月29日 | (E)      |                                                 |
| 5th  | WHITE ROOM                                    | 2000年6月21日 | (T)      |                                                 |
| 6th  | LOVE-iCE                                      | 2001年9月24日 | (R)      |                                                 |
| 7th  | TEN to TEN                                    | 2002年7月31日 | (Y)      |                                                 |
| 8th  | wantok                                        | 2003年9月3日  | (Y)      |                                                 |
| 9th  | takashi utsunomiya from SPIN OFF 2005 to 2007 | 2007年6月13日 | (M)      | ※全国の新星堂およびmagnetica WEB SHOPのみの販売 |
| 10th | TRILOGY                                       | 2012年9月5日  | (K)      |                                                 |

#### ミニ・アルバム
|     | タイトル   | 発売日        | レーベル | 備考 |
| --- | ---------- | ------------- | -------- | ---- |
| 1st | OVERTONE   | 2004年11月3日 | (Y)      |      |
| 2nd | mile stone | 2018年2月28日 | (AV)     |      |

#### ベスト・アルバム
|     | タイトル                                            | 発売日         | レーベル | 備考 |
| --- | --------------------------------------------------- | -------------- | -------- | ---- |
| 1st | TAKASHI UTSUNOMIYA THE BEST FILES                   | 1998年12月12日 | (E)      |      |
| 2nd | TAKASHI UTSUNOMIYA THE BEST 2000-2004               | 2005年3月23日  | (Y)      |      |
| 3rd | TAKASHI UTSUNOMIYA ORIGINAL SINGLES 1992-2003       | 2012年11月21日 | (S)      |      |
| 4th | T.UTU with BAND all Songs Collection                | 2016年9月21日  | (S)      |      |
| 5th | U30 Contract TAKASHI UTSUNOMIYA ANTHOLOGY 1992-2023 | 2023年11月15日 | (S)      |      |

#### 映像作品
|      | タイトル                                                                    | 発売日         | レーベル | 備考                                                        |
| ---- | --------------------------------------------------------------------------- | -------------- | -------- | ----------------------------------------------------------- |
| 1st  | T.UTU with The Band in Fix Box FLOWERS                                      | 1993年4月21日  | (E)      | T.UTU名義。4曲入りのCD付                                    |
| 2nd  | T.UTU with The Band LIVE BUTTERFLY 10min.BEHIND                             | 1993年9月9日   | (E)      | T.UTU名義                                                   |
| 3rd  | T.UTU with The Band Film Edision Club Water Dance                           | 1994年4月1日   | (E)      | T.UTU名義                                                   |
| 4th  | T.UTU with The Band LIVE Water Dance                                        | 1994年7月21日  | (E)      | T.UTU名義                                                   |
| 5th  | Takashi Utsunomiya Tour '96 easy attraction 18th Aug.1996 Budokan Live      | 1996年11月25日 | (E)      |                                                             |
| 6th  | Takashi Utsunomiya Movement '96 easy attraction Mar.〜Sep.1996 Document     | 1996年12月2日  | (E)      |                                                             |
| 7th  | TAKASHI UTSUNOMIYA TOUR '97 E.A.GRANDSTAND                                  | 1997年10月22日 | (E)      |                                                             |
| 8th  | fragile takashi utsunomiya tour '98                                         | 1998年10月1日  | (E)      |                                                             |
| 9th  | TAKASHI UTSUNOMIYA V-FILE                                                   | 1998年12月12日 | (E)      |                                                             |
| 10th | Takashi Utsunomiya Tour 2001 LOVE-iCE                                       | 2003年4月23日  | (Y)      |                                                             |
| 11th | Takashi Utsunomiya Tour 2002 TEN to TEN "Love-Peace"                        | 2003年4月23日  | (Y)      |                                                             |
| 12th | Takashi Utsunomiya Tour 2003 wantok                                         | 2004年5月17日  | (M)      | ※全国の山野楽器、新星堂、およびmagnetica WEB SHOPのみの販売 |
| 13th | Takashi Utsunomiya Tour 2004 OVERTONE LIVE                                  | 2005年10月1日  | (M)      | ※全国の新星堂およびmagnetica WEB SHOPのみの販売             |
| 14th | TAKASHI UTSUNOMIYA CONCERT TOUR 2007 Solo 15th Anniversary                  | 2008年7月2日   | (M)      | ※全国の新星堂およびmagnetica WEB SHOPのみの販売             |
| 15th | Takashi Utsunomiya Premium annual concert dinner show 2008                  | 2009年6月3日   | (M)      | ※全国の新星堂およびmagnetica WEB SHOPのみの販売             |
| 16th | TAKASHI UTSUNOMIYA CONCERT TOUR 2009 SMALL NETWORK F.O.D                    | 2010年4月28日  | (M)      |                                                             |
| 18th | Takashi Utsunomiya Premium annual concert dinner show 2009                  | 2010年4月28日  | (M)      |                                                             |
| 19th | Takashi Utsunomiya Tour 2010 Jumping Jack Show                              | 2011年4月27日  | (M)      |                                                             |
| 20th | Takashi Utsunomiya Premium annual concert dinner show 2010                  | 2011年4月27日  | (M)      |                                                             |
| 21st | Takashi Utsunomiya Tour 2011 Timesmile                                      | 2012年4月18日  | (M)      |                                                             |
| 22nd | Takashi Utsunomiya Premium annual concert dinner show 2011                  | 2012年4月18日  | (M)      |                                                             |
| 23rd | Takashi Utsunomiya Solo 20th Anniversary Tour 2012 20miles                  | 2013年5月15日  | (M)      | ※この作品以降Blu-ray Discのみの販売                         |
| 24th | T.UTU with The BAND Phoenix TOUR 2016                                       | 2017年4月21日  | (M)      | T.UTU名義                                                   |
| 25th | T.UTU with The BAND Phoenix Tour 2017 ξIdiosξ LIVE                          | 2018年4月18日  | (M)      | T.UTU名義                                                   |
| 26th | Takashi Utsunomiya Tour 2018 Thanatos -25th Anniversary Final- LIVE Blu-ray | 2019年4月17日  | (M)      |                                                             |
| 27th | Takashi Utsunomiya Tour 2019 Dragon The Carnival                            | 2020年4月21日  | (M)      |                                                             |

#### 限定BOX
|     | タイトル                                             | 発売日         | レーベル | 備考 |
| --- | ---------------------------------------------------- | -------------- | -------- | --- |
| 1st | Takashi Utsunomiya 15th Anniversary Memorial DVD BOX | 2007年11月21日 | (M)      | 上記映像作品1st〜13thと下記「BOYO-BOZO」の「BOYO-BOZO ALIVE」を含む過去にVHSでリリースされた14作品をDVDにまとめ、さらに特典として未発売DVD『Takashi Utsunomiya Tour 2000 WHITE ROOM』と『宇都宮隆15周年スペシャルヒストリー映像』の2枚を加えた計16枚の完全限定BOX。 |

#### ネット配信曲
※後にリリースされた9thアルバム『takashi utsunomiya from SPIN OFF 2005 to 2007』に収録。
1. SLASH!（浅倉大介プロデュース）
2. Hold on blue（木根尚登プロデュース）
3. DAWN MOON（浅倉大介プロデュース）
4. Lost Sky（木根尚登プロデュース）
5. GET ON YOUR EXPRESS
6. Taste sweet
7. Magenta
8. R. Heaven (Route Heaven)
9. We are the sound
10. fly drive

### BOYO-BOZO

#### シングル
|     | タイトル                       | 発売日         | レーベル | 備考                                  | 収録アルバム |
| --- | ------------------------------ | -------------- | -------- | ------------------------------------- | ------------ |
| 1st | JUMP 〜Jumpin' Kids Symphony〜 | 1995年5月21日  | (E)      | ANB系「リングの魂」エンディングテーマ | ACROBAT      |
| 2nd | Bang! Bang! Bang!              | 1995年10月21日 | (E)      | グリコアーモンドチョコレートCMソング  | ACROBAT      |

#### オリジナル・アルバム
|     | タイトル | 発売日        | レーベル |
| --- | -------- | ------------- | -------- |
| 1st | ACROBAT  | 1995年6月21日 | (E)      |

#### 映像作品
|     | タイトル        | 発売日         | レーベル |
| --- | --------------- | -------------- | -------- |
| 1st | BOYO-BOZO ALIVE | 1995年10月21日 | (E)      |

### U WAVE

#### シングル
|     | タイトル             | 発売日         | レーベル | 備考                                                                        | 収録アルバム         |
| --- | -------------------- | -------------- | -------- | --------------------------------------------------------------------------- | -------------------- |
| 1st | Daydream Tripper     | 2006年4月26日  | (ANX)    | 読売テレビ・日本テレビ系アニメ『エンジェル・ハート』エンディングテーマ      | U WAVE               |
| 2nd | In This World        | 2006年9月6日   | (M)      |                                                                             | アルバム未収録       |
| 3rd | Beat call the moment | 2009年10月21日 | (L)      | テレビ東京ドラマ『俺たちは天使だ! NO ANGEL NO LUCK -3D-』エンディングテーマ | U_WAVE 2 FRE-QUEN-CY |
| 4th | AI                   | 2013年9月      | (M)      | U_WAVE Tour 2013 フォースアタック ツアーパンフレット（CD付）として発売      | U_WAVE 3             |

#### オリジナル・アルバム
|     | タイトル             | 発売日        | レーベル |
| --- | -------------------- | ------------- | -------- |
| 1st | U WAVE               | 2006年9月6日  | (M)      |
| 2nd | U WAVE 2 FRE-QUEN-CY | 2010年7月14日 | (M)      |
| 3rd | U_WAVE 3             | 2015年9月26日 | (M)      |

#### 映像作品
|     | タイトル                                                             | 発売日        | レーベル |
| --- | -------------------------------------------------------------------- | ------------- | -------- |
| 1st | Takashi Utsunomiya Concert Tour 2005 U WAVE                          | 2006年4月26日 | (M)      |
| 2nd | Takashi Utsunomiya Concert Tour 2006 U WAVE “SECOND THEME”           | 2007年4月1日  | (M)      |
| 3rd | U WAVE CONCERT 2008 evolutio                                         | 2009年4月6日  | (M)      |
| 4th | U_WAVE Tour 2013 フォースアタック                                    | 2014年4月23日 | (M)      |
| 5th | Takashi Utsunomiya U_WAVE 10th Anniversary Tour 2015 -FIFTH ELEMENT- | 2016年4月9日  | (M)      |

ネット配信曲
1. 21st Century Flowers
2. DREAM HOUSE
3. ID
4. Bye & Good Luck
5. Naked Brunch
6. Lonesome in Soap Opera
7. ATLAS
8. Theme of U wave
9. Happy Go Round
10. Smoky Woman
11. Innocent Cloud
12. Love & Peace & Doubt 〜Second Theme of U wave〜
13. ISOLATION
14. ATLAS -Live Version 2006.3.28 TOKYO-
15. In This World -Live Version 2006.9.17 TOKYO-
16. IDDD〜International Direct Distance Dialing〜
17. My Missing Rose
18. ルナ
19. テラ

ポッドキャスティング
- U WAVE 千夜一夜物語（2007年11月1日よりiTunes Storeから無料配信）
  - メンバーでギタリストの野村義男とのダブルパーソナリティによるポッドキャストトーク番組

### 他アーティスト作品への参加・他
- SERIKA with DOG『-DEMO-』（1982年製作・1997年発売）
  - コーラスで参加。
- 小室みつ子『Say You Want Me』（1990年）
  - 「Next Time I Fall in Love」でコーラスとして参加。
- 渡辺美里
  - 『tokyo』（1990年）「tokyo」
  - 『Lucky』（1991年）「タイムトンネル天国」Background Vocalsで参加
- 浅倉大介『COSMIC RUNAWAY』（1995年）
  - コーラスで参加。
- 地球防衛団『Brave Love, TIGA』（1996年）
  - 岸谷五朗を団長とする「地球防衛団」として参加。
- EARTH MUSIC MAGIC 97 『I am you』（1997年）
  - ボーカルで参加。
- TK presents こねっと『YOU ARE THE ONE』（1997年）
  - ボーカルで参加。
- 京本政樹『苦悩〜peine〜』（2004年）
  - 「風のセーラ」に木根尚登とともにコーラスで参加。CDエクストラ映像特典にも友情出演。
- Xbox 360用ゲームソフト「ビューティフル塊魂」オープニング曲『Katamari Dancing』（2007年）
  - ボーカルを担当。ビューテイフル塊魂 オリジナル・サウンドトラック『塊ステキ魂』に収録。
- 『Pop meets Jazz』（2007年）
  - 西村麻聡がオーガナイズするJazzアレンジセルフカバーイベント「Pop meets Jazz」のCD化されたオムニバスアルバムに『Self Control（方舟に曳かれて）』（TM NETWORK）を収録。
- Sound Horizon『Moira』（2008年）
  - 「雷神域の英雄 -Λεωντιυς-」、「死せる者達の物語 -Ιστορια-」、「死せる英雄達の戦い -Ηρωμαχια-」にボーカルで参加。
- WILL featuring UTSU『パンクロ』『WANDER』（2010年）
  - フィーチャリングボーカルとして参加。
- 『宇都宮隆の20miles』（2012年）
  - 自身がDJを務めた同名のラジオ番組の放送回と新録を収録したラジオCD。アシスタント：小松未可子。
- 野村義男『440Hz with〈LIFE OF JOY〉』（2020年2月29日）
  - 「優しい奇跡」にボーカルで参加。

## ライブ・コンサート

### 主催イベント
- TM NETWORK tribute LIVE 2003 UTSU ＆ KINE SELECTION from TM SONGS（2003年）
- SPIN OFF from TM －tribute LIVE 2005－（2005年）
- SPIN OFF from TM 2007 －tribute LIVE III－（2007年
- UTSU&KINE EXPO フォーク・パビリオン－Revival－（2008年 - 2009年）
- UTSU&KINE EXPO フォーク・パビリオン2011（2011年）
- UTSU&KINE EXPO Folk Pavilion 2012（2012年）
- tribute live SPIN OFF T-Mue-needs（2020年）
- 年忘れ!!歌酔曲vsフォーク 〜ハタシテ？ドチラが勝つでショー〜（2020年）

### 参加イベント
- POP ROCKETs' 93 Racy Rockfes
- AKASAKA LIVE 20th PARTY（TBSラジオ開局50周年記念）
- Act Against AIDS

## 出演

### 舞台
- ミュージカル「Breakthrough Musical RENT」（1998年、1999年） - ロジャー 役
- ガラコンサート「RENT Gala The Concert Selections from RENT The Musical by Jonathan Larson」（2002年） - ロジャー 役
- ストーリーコンサート「Sound Horizon 6th Story Concert「『Moira』 〜其れでも、お征きなさい仔等よ〜」」（2008年9月11日 - 18日、2009年1月7日 - 9日） - レオンティウスとしてヴォーカル参加

### ドラマ
- LUCKY! 天使、都へ行く（1989年、フジテレビ） - 速水浩司 役
- 誘惑（1990年、TBS） - 村木征二 役
- キモチいい恋したい!（1990年、フジテレビ） - 堤英二 役
- Tears「言えなかった言葉」（1999年、テレビ朝日） - 田口宗一 役
- LOVE & PEACE「Thank you」（2002年、ショートドラマオムニバスDVD） - ケイジ 役
- 勇者ヨシヒコと導かれし七人 第7話（2016年11月18日、テレビ東京） - 兄様の後を追うヒサが変身したキャラ 役 ※木根尚登も同じ役名で出演[8]

### OVA
- CAROL（1990年） - フラッシュ 役

### ラジオ
- TMN ウツと木根くん（1992年 - 1993年、TBSラジオ「岸谷五朗の東京RADIO CLUB」内）
- Utsu and so on（1993年 - 1994年、TBSラジオ「岸谷五朗の東京RADIO CLUB」内）
- T's Collection（東海ラジオ、1991年）
- 宇都宮隆の声ボンナイト（2004年 - 2005年、東海ラジオ）
- 宇都宮隆の20miles（2012年4月5日 - 12月28日、東海ラジオ「東海ラジオミッドナイトスペシャル」）
- Buddy-Buddy（1995年 - 1999年、JFN系）
- 宇都宮隆 Easy Attraction（1996年、FM FUJI）
- 宇都宮隆のコーク・サウンド・シャッフル（1987年 - 1988年、エフエム福岡・エフエム長崎・エフエム沖縄）

### その他
- ROCK FUJIYAMA（2006年7月10日、テレビ東京）

## 書籍
- 彼女
- 彼女 II
- BUTTERFLY
- ACROBAT（BOYO-BOZO写真集）
- Strange Daze（写真集）
- MOGU 〜わたしのひとりごと 〜（愛猫の写真集）
- MOGU and NIYA 〜モグとニヤからの素敵な贈り物〜（愛猫の写真集）
- ELLE 〜ボクに会える〜（愛猫の写真集）
- WHITE ROOM